# Miguel Galindo Garcés
Miguel Galindo Garcés (nacido el 23 de junio de 1981 en Huesca, Aragón) es un esquiador y guía alpino español.

## Carrera deportiva
Como guía de Jon Santacana ha competido en los Campeonatos del Mundo y la Copa del Mundo organizados por el Comité Paralímpico Internacional, en la Copa de Europa y en las competiciones nacionales españolas. Ganó con Santacana un oro en los Campeonatos del Mundo de Anzerw 2000 (Suiza) y un oro y dos platas en los de Kanwoland 2009 (Corea del Sur). Con él también representó a España en los Juegos Paralímpicos de Salt Lake City 2002, los Juegos Paralímpicos de Turín 2006 y los Juegos Paralímpicos de Vancouver 2010, ganando un oro y dos bronces en Salt Lake City, y un oro y dos platas en Vancouver.
En 2011, en el Campeonato del Mundo celebrado en Sestriere, Italia, fue plata en descenso y eslalon, y oro en Súper G, Súper Combinada, y eslalon gigante. En 2013 ganó tres oros junto a Santacana en las pruebas de descenso, Súper G y eslalon gigante en el Campeonato del Mundo celebrado en La Molina, España.